# Micropterix granatensis
Micropterix granatensis és una espècie d'arna de la família Micropterigidae. Va ser descrita per Heath, l'any 1981.
És una espècie endèmica de la península Ibèrica.